# Karl Jaeckel
Karl Friedrich Wilhelm Jaeckel (* 11. Oktober 1908 in Käntchen, Landkreis Schweidnitz, Niederschlesien; † 24. Januar 1984 in Hamburg) war ein deutscher Ingenieur, Mathematiker und Hochschullehrer.

## Leben
Jaeckel schloss sein Studium 1934 in Breslau (Niederschlesien) als Diplom-Ingenieur ab und arbeitete anschließend bis 1939 als Assistent am Lehrstuhl für Höhere Mathematik an der Technischen Hochschule Breslau. Dort wurde er 1936 zum Dr.-Ing. promoviert mit einer funktionalanalytischen Arbeit Über die Bestimmung maximaler Eigenwerte bei gewissen Randwertaufgaben. Sein Doktorvater war Werner Schmeidler. Am 30. Mai 1937 beantragte er die Aufnahme in die NSDAP und wurde rückwirkend zum 1. Mai desselben Jahres aufgenommen (Mitgliedsnummer 4.661.922). 1938 wurde er zum Dr.-Ing. habil. ernannt und November 1939 zum Dozenten berufen wurde.
In den Jahren 1940 bis 1946 lehrte er mit Unterbrechung durch den Wehrdienst an der Technischen Hochschule Berlin. Von 1946 bis 1949 war er bei der Luftfahrtforschungsanstalt in Braunschweig-Völkenrode tätig, an der er bereits während des Krieges abkommandiert war, wo er sich u. a. mit Strömungen um rotierende Tragflügelprofile beschäftigte.
Am 7. März 1949 habilitierte sich Jaeckel für das Lehrgebiet Mathematik und ging an die Technische Hochschule Hannover, wo er 1951 Dozent war und am 2. Oktober 1952 zum außerplanmäßigen Professor im Bereich Angewandte Mathematik und Funktionalanalysis berufen wurde.
1958 kehrte Jaeckel als Wissenschaftlicher Rat zur Technischen Universität Berlin zurück, wo er 1962 zum ordentlichen Professor für einen Lehrstuhl für Mathematik berufen wurde. 1964 wurde er Wolfgang Haacks Nachfolger als Direktor des Recheninstituts, das 1974, im Jahr seiner Emeritierung, ins Zentrale Rechenzentrum (ZRZ) der TU aufging.

## Schriften (Auswahl)
- Ueber die Bestimmung maximaler Eigenwerte bei gewissen Randwertaufgaben. Breslau 1936, OCLC 258301193 (Dissertation an der Technischen Hochschule Breslau).
- Über die Kräfte auf beschleunigt bewegte, veränderliche Tragflügelprofile. In: Ingenieur-Archiv. Band 9, Nr. 5, 18. Juli 1938, ISSN 0020-1154, S. 371–395, doi:10.1007/BF02086049 (Habilitationsschrift an der Technischen Hochschule Breslau).

Jaeckel veröffentlichte darüber hinaus über 30 Fachaufsätze, hauptsächlich in Luftfahrtforschung (1938–1942) und in der Zeitschrift für Angewandte Mathematik und Mechanik (1950–1957).
- Beitrag zur Theorie der Tragflügel extremer Streckung (= Deutsche Luftfahrtforschung. Nr. 1608). Zentrale für wiss. Berichtswesen der Luftfahrtforschung des Generalluftzeugmeisters, Berlin-Adlershof 1942, OCLC 312667257.

Mit Walter Just schrieb er 1954 die Abhandlung Aerodynamik der Hub- und Tragschrauber in zwei Bänden.
- Aerodynamik der Hub- und Tragschrauber (= Berichte der Deutschen Studiengemeinschaft Hubschrauber. Teil 1: Einführung, Leistungsrechnungen). Stuttgart 1954, OCLC 832439938.
- Aerodynamik der Hub- und Tragschrauber (= Berichte der Deutschen Studiengemeinschaft Hubschrauber. Teil 2: Berechnung des Rotors). Stuttgart 1954, OCLC 832439960.